# WWE Draft (2024)
WWE Draft 2024 es el decimoctavo draft producido por la empresa estadounidense de lucha libre profesional WWE entre sus marcas Raw y SmackDown. El draft comenzará en el episodio del 26 de abril de Friday Night SmackDown, que se realizará en el U.S. Bank Arena en Cincinnati, Ohio y terminará en el episodio del 29 de abril de Monday Night RAW, que se realizará en el T-Mobile Center en Kansas City, Misuri, con SmackDown transmitiéndose en FOX y Raw transmitiéndose en USA Network.

## Producción

### Antecedentes
El WWE Draft es un proceso utilizado por la empresa de lucha libre profesional estadounidense WWE mientras está vigente una extensión de marca o división de marca. Durante una extensión de marca, la compañía divide su lista en marcas en las que los luchadores se presentan exclusivamente para el programa de televisión respectivo de cada marca, y el draft se usa para actualizar las listas de las divisiones de marca, generalmente entre Raw y SmackDown. Desde 2016 a la fecha, que los luchadores de la marca de desarrollo de WWE, NXT, han sido elegibles, para ser transferidos a Raw o SmackDown.
Durante una aparición, en el programa de podcast Impaulsive del luchador de WWE Logan Paul, ocurrido el 5 de abril de 2024, el gerente operativo de la empresa, Triple H, reveló que el draft de 2024 era inminente. Solo tres días después, el 8 de abril de 2024 (horas antes de comenzar el capítulo de Raw de ese día), se confirmó el Draft para los episodios del 26 y 29 de abril de Friday Night SmackDown en Fox y Monday Night Raw en USA Network, respectivamente.
El anuncio oficial de este draft, se efectuó el 8 de abril de 2024 en Raw, a través de un video de promo y según informó el gerente operativo de la empresa Triple H, tendrá lugar el 26 de abril en SmackDown, y el 29 del mismo mes en Raw. Los grupos de drafting para los cuales, los luchadores son elegibles para ser cambiados de marca en ambas noches, serán reveladas días antes. Los resultados finales del draft, serán efectivos a partir del episodio del 6 de mayo de Raw, 2 días después del evento Backlash.

## Resultados

### Friday Night SmackDown (26 de abril)
- Latino World Order (Rey Mysterio & Dragon Lee) (con Carlito & Zelina Vega) derrotó a Legado Del Fantasma (Angel & Berto) (con Santos Escobar & Elektra Lopez).
  - Lee cubrió a Angel después de un «619» de Mysterio seguido de un «Project Dragon».
  - Después de la lucha, Carlito atacó a Mysterio y Lee y traicionó a Latino World Order cambiando a heel.
- Bron Breakker derrotó a Cedric Alexander.
  - Breakker cubrió a Alexander después de un «Spear».
- Naomi derrotó Tiffany Stratton por descalificación.
  - Stratton fue descalificada después de que Nia Jax atacara a Naomi y a Bayley.
  - Después de la lucha, Stratton atacó a Naomi y Bayley con un «Prettiest Moonsault Ever».
- Cody Rhodes derrotó a Carmelo Hayes.
  - Rhodes cubrió a Hayes después de un «Cross Rhodes».
  - Después de la lucha, AJ Styles salió a confrontar a Rhodes.

### Monday Night Raw (29 de abril)
- GUNTHER (con Ludwig Kaiser) derrotó a Xavier Woods (con Kofi Kingston) (16:30)
  - GUNTHER forzó a Woods a rendirse con un.
- Sami Zayn (c) derrotó a Bronson Reed por descalificación reteniendo el Campeonato Intercontinental de WWE. (7:50)
  - Reed fue descalificado después de que Chad Gable atacará a Zayn.
- Candice LeRae (con Indi Hartwell) derrotó a Maxxine Dupri (con Ivy Nile) (1:45)
  - LeRae cubrió a Dupri después de aplicarle un .
- Liv Morgan derrotó a Nia Jax (10:30)
  - Morgan cubrió a Jax después de aplicarle un ObLivion.
- The Awesome Truth (R-Truth & The Miz) (c) derrotaron a Alpha Academy (Akira Tozawa & Otis) reteniendo los Campeonatos Mundiales en Parejas (1:50)
- The Judgement Day (Damian Priest, Finn Bálor & JD McDonagh) (con Dominik Mysterio) vs. Jey Uso, Andrade & Ricochet.

## Selecciones
Las listas del draft fueron anunciadas el 24 de abril de 2024. También se anunció que los campeones reinantes de Raw y SmackDown: el Campeón Mundial de Peso Pesado Damian Priest, la Campeona Mundial Femenina Becky Lynch, el Campeón Intercontinental Sami Zayn y los Campeones Mundiales en Parejas Awesome Truth (The Miz  y R-Truth) para Raw, y el Campeón Indiscutible de WWE Cody Rhodes, la Campeona Femenina de WWE Bayley, el Campeón de los Estados Unidos Logan Paul y los Campeones en Parejas de WWE A-Town Down Under (Austin Theory y Grayson Waller) para SmackDown – no serían elegibles y permanecerían en sus respectivas marcas. Si bien el Campeonato Femenino en Parejas de WWE seguiría siendo elegible para las retadoras de las tres marcas, las campeonas reinantes The Kabuki Warriors (Asuka y Kairi Sane) aún serían elegibles para ser reclutadas ya que la marca que las elija es donde serían asignadas en caso de perder los títulos.

### Friday Night SmackDown (26 de abril)
La primera noche contará con cuatro rondas de draft con 16 selecciones en total, y SmackDown recibirá la primera selección. Además de los nombres enumerados, algunos luchadores de NXT también serán elegibles para ser seleccionados.
La lista anunciada del draft es la siguiente:
| Ronda | Selecc. # | Selección de marca # | Luchador(a/es)                                                  | Marca antigua | Marca nueva | Se desempeña(n) como         |
| ----- | --------- | -------------------- | --------------------------------------------------------------- | ------------- | ----------- | ---------------------------- |
| 1     | 1         | 1                    | Bianca Belair                                                   | SmackDown     | SmackDown   | Luchadora                    |
| 1     | 2         | 1                    | Jey Uso                                                         | Raw           | Raw         | Luchador                     |
| 1     | 3         | 2                    | Carmelo Hayes                                                   | NXT           | SmackDown   | Luchador                     |
| 1     | 4         | 2                    | Seth «Freakin» Rollins                                          | Raw           | Raw         | Luchador                     |
| 2     | 5         | 3                    | Randy Orton                                                     | SmackDown     | SmackDown   | Luchador                     |
| 2     | 6         | 3                    | Bron Breakker                                                   | SmackDown     | Raw         | Luchador                     |
| 2     | 7         | 4                    | Nia Jax                                                         | Raw           | SmackDown   | Luchadora                    |
| 2     | 8         | 4                    | Liv Morgan                                                      | Raw           | Raw         | Luchadora                    |
| 3     | 9         | 5                    | LA Knight                                                       | SmackDown     | SmackDown   | Luchador                     |
| 3     | 10        | 5                    | Ricochet                                                        | Raw           | Raw         | Luchador                     |
| 3     | 11        | 6                    | The Bloodline (Solo Sikoa, Tama Tonga, y Paul Heyman)           | SmackDown     | SmackDown   | Stable masculino con mánager |
| 3     | 12        | 6                    | Sheamus                                                         | SmackDown     | Raw         | Luchador                     |
| 4     | 13        | 7                    | AJ Styles                                                       | SmackDown     | SmackDown   | Luchador                     |
| 4     | 14        | 7                    | Alpha Academy (Chad Gable, Otis, Akira Tozawa, y Maxxine Dupri) | Raw           | Raw         | Stable mixto                 |
| 4     | 15        | 8                    | Andrade                                                         | Raw           | SmackDown   | Luchador                     |
| 4     | 16        | 8                    | Kiana James                                                     | NXT           | Raw         | Luchadora                    |

##### Selecciones complementarias de la noche 1: Post-Friday Night SmackDown (26 de abril)
Estos luchadores se incluyeron en el grupo de draft de la Noche 1, pero no fueron drafteados en SmackDown. Fueron revelados en la cuenta oficial de Twitter/X de WWE después de terminar la trasmisión. 
| Luchador(a/es/as)                                | Marca antigua | Marca nueva | Se desempeña(n) como |
| ------------------------------------------------ | ------------- | ----------- | -------------------- |
| Alba Fyre y Isla Dawn                            | SmackDown     | Raw         | Equipo femenino      |
| Baron Corbin                                     | NXT           | SmackDown   | Luchador             |
| Cedric Alexander y Ashante «Thee» Adonis         | SmackDown     | SmackDown   | Equipo masculino     |
| Ivar                                             | Raw           | Raw         | Luchador             |
| The O.C. (Luke Gallows, Karl Anderson, y Michin) | SmackDown     | SmackDown   | Stable mixto         |
| Shayna Baszler                                   | Raw           | Raw         | Luchadora            |
| Zoey Stark                                       | Raw           | Raw         | Luchadora            |

### Monday Night Raw (29 de abril)
La segunda noche contará con seis rondas de draft con 24 selecciones en total, y Raw recibirá la primera selección. Además de los nombres enumerados, algunos luchadores de NXT también serán elegibles para ser seleccionados. En la última ronda, los gerentes generales de Raw y SmackDown, Adam Pearce y Nick Aldis, respectivamente, anunciaron las últimas selecciones para sus respectivas marcas.
La lista anunciada del draft es la siguiente:
| Ronda | Selecc. # | Selección de marca # | Luchador(a/es/as)                                                                                  | Marca antigua | Marca nueva | Se desempeña(n) como                                                 |
| ----- | --------- | -------------------- | -------------------------------------------------------------------------------------------------- | ------------- | ----------- | -------------------------------------------------------------------- |
| 1     | 1         | 1                    | Imperium (Gunther y Ludwig Kaiser)                                                                 | Raw           | Raw         | Equipo masculino                                                     |
| 1     | 2         | 1                    | Jade Cargill                                                                                       | SmackDown     | SmackDown   | Luchadora                                                            |
| 1     | 3         | 2                    | Damage CTRL (Dakota Kai, Iyo Sky, Asuka y Kairi Sane)                                              | SmackDown     | Raw         | Stable femenino Campeonas Femeninas en Parejas de WWE (Asuka y Sane) |
| 1     | 4         | 2                    | Kevin Owens                                                                                        | SmackDown     | SmackDown   | Luchador                                                             |
| 2     | 5         | 3                    | CM Punk                                                                                            | Raw           | Raw         | Luchador                                                             |
| 2     | 6         | 3                    | The Pride (Bobby Lashley, Angelo Dawkins, Montez Ford y B-Fab)                                     | SmackDown     | SmackDown   | Stable mixto                                                         |
| 2     | 7         | 4                    | Braun Strowman                                                                                     | Raw           | Raw         | Luchador                                                             |
| 2     | 8         | 4                    | Tiffany Stratton                                                                                   | SmackDown     | SmackDown   | Luchadora                                                            |
| 3     | 9         | 5                    | Latino World Order (Rey Mysterio, Dragon Lee, Joaquin Wilde, Cruz Del Toro, Zelina Vega y Carlito) | SmackDown     | Raw         | Stable mixto                                                         |
| 3     | 10        | 5                    | Legado Del Fantasma (Santos Escobar, Angel, Berto y Elektra Lopez)                                 | SmackDown     | SmackDown   | Stable mixto                                                         |
| 3     | 11        | 6                    | Drew McIntyre                                                                                      | Raw           | Raw         | Luchador                                                             |
| 3     | 12        | 6                    | Shinsuke Nakamura                                                                                  | Raw           | SmackDown   | Luchador                                                             |
| 4     | 13        | 7                    | The Judgment Day (Finn Bálor, Dominik Mysterio y JD McDonagh)                                      | Raw           | Raw         | Stable masculino                                                     |
| 4     | 14        | 7                    | Naomi                                                                                              | SmackDown     | SmackDown   | Luchadora                                                            |
| 4     | 15        | 8                    | Ilja Dragunov                                                                                      | NXT           | Raw         | Luchador                                                             |
| 4     | 16        | 8                    | Chelsea Green y Piper Niven                                                                        | Raw           | SmackDown   | Equipo femenino                                                      |
| 5     | 17        | 9                    | The New Day (Kofi Kingston y Xavier Woods)                                                         | Raw           | Raw         | Equipo masculino                                                     |
| 5     | 18        | 9                    | Pretty Deadly (Elton Prince y Kit Wilson)                                                          | SmackDown     | SmackDown   | Equipo masculino                                                     |
| 5     | 19        | 10                   | Lyra Valkyria                                                                                      | NXT           | Raw         | Luchadora                                                            |
| 5     | 20        | 10                   | Candice LeRae e Indi Hartwell                                                                      | Raw           | SmackDown   | Equipo femenino                                                      |
| 6     | 21        | 11                   | The Final Testament (Karrion Kross, Akam, Rezar, Scarlett y Paul Ellering)                         | SmackDown     | Raw         | Stable mixto                                                         |
| 6     | 22        | 11                   | #DIY (Johnny Gargano y Tommaso Ciampa)                                                             | Raw           | SmackDown   | Equipo masculino                                                     |
| 6     | 23        | 12                   | Bronson Reed                                                                                       | Raw           | Raw         | Luchador                                                             |
| 6     | 24        | 12                   | Blair Davenport                                                                                    | NXT           | SmackDown   | Luchadora                                                            |

##### Selecciones extras de la noche 2 Raw Talk 29 de abril
Estos luchadores se incluyeron en el grupo de draft de la Noche 2, pero no fueron seleccionados en Raw. Fueron revelados en Raw Talk tras acabar la emisión. 
| Luchador(a/es/as)                                    | Marca antigua | Marca nueva | Se desempeña(n) como |
| ---------------------------------------------------- | ------------- | ----------- | -------------------- |
| Apollo Crews                                         | Raw           | SmackDown   | Luchador             |
| Diamond Mine (Brutus Creed, Julius Creed e Ivy Nile) | Raw           | Raw         | Stable mixto         |
| Dijak                                                | NXT           | Raw         | Luchador             |
| Giovanni Vinci                                       | Raw           | SmackDown   | Luchador             |
| Kayden Carter y Katana Chance                        | Raw           | Raw         | Equipo femenino      |
| Natalya                                              | Raw           | Raw         | Luchadora            |
| New Catch Republic (Pete Dunne y Tyler Bate)         | SmackDown     | Raw         | Equipo masculino     |
| Odyssey Jones                                        | Raw           | Raw         | Luchador             |
| Tegan Nox                                            | Raw           | SmackDown   | Luchadora            |

### Luchadores no incluidos
Los siguientes luchadores y luchadoras no figuraron en ninguno de los grupos del draft (principalmente por razones médicas):
| Luchador (a/es)  | Marca antigua  | Motivo para no ser cambiado de marca (si lo hay) | Estatus subsecuente | Fecha | Se desempeña(n) como | Notas |
| ---------------- | -------------- | --- | ------------------- | ----- | -------------------- | --- |
| Alexa Bliss      | Raw            | Inactiva por licencia de maternidad |                     |       | Luchadora            | Apareció por última vez el 28 de enero de 2023 en Royal Rumble.                                          |
| Big E            | SmackDown      | Inactivo por lesión de cuello |                     |       | Luchador             | Apareció por última vez en el episodio del 11 de marzo de 2022 de SmackDown.                             |
| Brock Lesnar     | Agente libre   | Inactivo debido a las acusaciones en el escándalo de Vince McMahon. |                     |       | Luchador             | Apareció por última vez el 5 de agosto de 2023 en SummerSlam.                                            |
| Carmella         | Raw            | Inactiva por licencia de maternidad |                     |       | Luchadora            | Apareció por última vez el 31 de marzo de 2023 en la revelación de la escenografía para WrestleMania 39. |
| Charlotte Flair  | SmackDown      | Inactiva por lesión de rodilla |                     |       | Luchadora            | Apareció por última vez en el episodio del 8 de diciembre de 2023 de SmackDown.                          |
| Dexter Lumis     | Raw            | Desconocido |                     |       | Luchador             | Apareció por última vez en el episodio del 1 de junio de 2023 de Main Event.                             |
| Erik             | Raw            | Inactivo por lesión de cuello |                     |       | Luchador             | Apareció por última vez en el episodio del 14 de septiembre de 2023 de Main Event.                       |
| Jimmy Uso        | SmackDown      | Lesión desconocida |                     |       | Luchador             | Apareció por última vez en el episodio del 12 de abril de 2024 de SmackDown.                             |
| Nikki Cross      | Raw            | Desconocido |                     |       | Luchadora            | Apareció por última vez en el episodio del 12 de febrero de 2024 de Raw.                                 |
| Omos y MVP       | Agentes libres | Desconocido |                     |       | Luchador y mánager   | Apareció por última vez en el episodio del 5 de abril de 2024 de SmackDown.                              |
| Raquel Rodríguez | Raw            | Inactiva por el síndrome de activación mastocitaria |                     |       | Luchadora            | Apareció por última vez en el episodio del 26 de febrero de 2024 de Raw.                                 |
| Rhea Ripley      | Raw            | Inactiva por lesión de hombro |                     |       | Luchadora            | Apareció por última vez en el episodio del 15 de abril de 2024 de Raw.                                   |
| Roman Reigns     | SmackDown      | Originalmente fue incluido como parte de The Bloodline en la Noche 1, pero se retiró voluntariamente de la elegibilidad antes de que se realizaran las selecciones del draft. |                     |       | Luchador             | Apareció por última vez el 7 de abril de 2024 en WrestleMania XL.                                        |
| Shotzi           | SmackDown      | Inactiva por lesión de rodilla |                     |       | Luchadora            | Apreció por última vez en el episodio del 20 de febrero de 2024 de NXT.                                  |
| Sonya Deville    | Raw            | Inactiva por lesión de ligamento cruzado anterior |                     |       | Luchadora            | Apareció por última vez en el episodio del 28 de julio de 2023 de SmackDown.                             |
| Tamina           | SmackDown      | Desconocido |                     |       | Luchadora            | Apareció por última vez en el episodio del 2 de marzo de 2023 de Main Event.                             |
| Uncle Howdy      | SmackDown      | Originalmente estaba inactivo por la ausencia de Bray Wyatt, pero desde el fallecimiento de este último, su estatus es desconocido.                                           |                     |       | Luchador             | Apareció por última vez en el episodio del 3 de marzo de 2023 de SmackDown.                              |
| Valhalla         | Raw            | Inactiva por licencia de maternidad |                     |       | Luchadora            | Apareció por última vez en el episodio del 3 de marzo de 2024 de Raw.                                    |

## Eventos posteriores

### Movimientos y cambios posteriores al draft
Los luchadores del elenco principal continuarían apareciendo en NXT, y el presidente de la WWE, Nick Khan, declaró que esta fusión de talentos de Raw y SmackDown con NXT fue intencional, ya que afirmó que existía la posibilidad de que NXT volviera a convertirse en la tercera marca de la WWE, a la vez que seguía desarrollando luchadores jóvenes. Mientras tanto, la WWE inició un intercambio de talentos más amplio con Total Nonstop Action Wrestling (TNA). Varios luchadores de TNA posteriormente aparecerían en las series de televisión semanales y eventos de transmisión en vivo de NXT, y viceversa.
| Luchador(a/es/as)     | Marca antigua | Marca nueva | Fecha                 | Se desempeña(n) como |
| --------------------- | ------------- | ----------- | --------------------- | -------------------- |
| Mike Rome             | SmackDown     | NXT         | 8 de mayo de 2024     | Anunciador de ring   |
| Alicia Taylor         | NXT           | SmackDown   | 8 de mayo de 2024     | Anunciadora de ring  |
| Joe Gacy              | NXT           | Raw         | 17 de junio de 2024   | Luchador             |
| Cedric Alexander      | SmackDown     | NXT         | 9 de julio de 2024    | Luchador             |
| Ashante "Thee" Adonis | SmackDown     | NXT         | 9 de julio de 2024    | Luchador             |
| Lillian Garcia        | Agente libre  | Raw         | 21 de octubre de 2024 | Anunciadora de ring  |

### Ventana de transferencia
Durante el episodio del 6 de diciembre de SmackDown, en preparación para el traslado de Raw a Netflix el 6 de enero de 2025, WWE anunció una ventana de transferencia, en la que los gerentes generales de Raw, SmackDown y NXT podrían negociar la transferencia de luchadores entre marcas. La ventana de transferencia se cerró durante el fin de semana del Royal Rumble, aunque se anunciaron algunas transferencias durante las semanas siguientes.
| Luchador(a/es/as)                                                                 | Marca antigua | Marca nueva | Fecha                   | Se desempeña(n) como |
| --------------------------------------------------------------------------------- | ------------- | ----------- | ----------------------- | -------------------- |
| Braun Strowman                                                                    | Raw           | SmackDown   | 13 de diciembre de 2024 | Luchador             |
| Logan Paul                                                                        | SmackDown     | Raw         | 18 de diciembre de 2024 | Luchador             |
| Alicia Taylor                                                                     | SmackDown     | Raw         | 2 de enero de 2025      | Anunciadora de ring  |
| Lillian Garcia                                                                    | Raw           | SmackDown   | 2 de enero de 2025      | Anunciadora de ring  |
| Michael Cole                                                                      | SmackDown     | Raw         | 6 de enero de 2025      | Comentarista         |
| Corey Graves                                                                      | SmackDown     | NXT         | 7 de enero de 2025      | Comentarista         |
| Joe Tessitore                                                                     | Raw           | SmackDown   | 10 de enero de 2025     | Comentarista         |
| Wade Barrett                                                                      | Raw           | SmackDown   | 10 de enero de 2025     | Comentarista         |
| The Wyatt Sicks ( Uncle Howdy, Erick Rowan, Dexter Lumis, Joe Gacy y Nikki Cross) | Raw           | SmackDown   | 13 de enero de 2025     | Stable mixto         |
| Bayley                                                                            | SmackDown     | Raw         | 20 de enero de 2025     | Luchadora            |
| The Miz                                                                           | Raw           | SmackDown   | 24 de enero de 2025     | Luchador             |
| Damian Priest                                                                     | Raw           | SmackDown   | 24 de enero de 2025     | Luchador             |
| A-Town Down Under (Austin Theory y Grayson Waller)                                | SmackDown     | Raw         | 24 de enero de 2025     | Equipo masculino     |
| Zelina Vega                                                                       | Raw           | SmackDown   | 27 de enero de 2025     | Luchadora            |
| R-Truth                                                                           | Raw           | SmackDown   | 31 de enero de 2025     | Luchador             |
| AJ Styles                                                                         | SmackDown     | Raw         | 3 de febrero de 2025    | Luchador             |
| Drew McIntyre                                                                     | Raw           | SmackDown   | 7 de febrero de 2025    | Luchador             |
| Kayden Carter y Katana Chance                                                     | Raw           | SmackDown   | 7 de febrero de 2025    | Equipo femenino      |
| Alba Fyre                                                                         | Raw           | SmackDown   | 3 de marzo de 2025      | Luchadora            |